# Yves Makabu-Makalambay
Yves Makabu-Makalambay (Brussel, 31 januari 1986) is een Belgisch-Congolees voormalig profvoetballer die als doelman speelde. Hij was jeugdinternational voor de Rode Duivels en speelde tegen het eind van zijn carrière voor het elftal van Congo-Kinshasa.
De 1,98 meter lange rechtsbenige keeper speelde voor Engelse, Belgische, Nederlandse en Roemeense clubs met als hoogtepunt zijn transfer als jeugdspeler naar Chelsea FC in 2003. Ondanks een clubcarrière van dertien jaar speelde hij slechts 71 competitieduels in eerste teams. Alleen bij Hibernian FC (2007-2010) was hij twee seizoenen eerste keus.

## Clubcarrière
Hij begon bij de jeugd van RSC Anderlecht, waar hij samenspeelde met onder anderen Vincent Kompany en Anthony Vanden Borre. In 2000 stapte hij als 14-jarige over naar de jeugdopleiding van PSV waar hij drie jaar verbleef. Hij speelde een jaar in het B2-team en keepte vervolgens twee seizoenen in de B1.
Chelsea FC nam hem in 2003 over, waarmee hij de eerste Belg was die naar deze club ging. In het seizoen 2005/06 werd hij uitgeleend aan Watford FC.
In januari 2007 wilde hij weg naar Hibernian FC, maar mocht niet van trainer-coach José Mourinho omdat Petr Čech en tweede doelman Carlo Cudicini langdurig geblesseerd waren. In de zomer van 2007 tekende hij dan toch voor drie jaar bij Hibernian, waar hij 59 wedstrijden speelde.
In 2010 kwam hij uit voor Swansea City AFC, waar hij tweede keuze was achter de Nederlander Dorus de Vries. Met die club dwong hij op 30 mei 2011 promotie af naar de Premier League door Reading FC in de finale van de play-offs met 4-2 te verslaan. Zijn contract werd aan het einde van het seizoen niet verlengd en hij was transfervrij.
Door de langdurige blessure van tweede doelman Wouter Biebauw, tekende hij in oktober 2011 een contract voor het lopende seizoen bij KV Mechelen. Hij kwam uiteindelijk aan twee wedstrijden, een in de competitie en een in de Beker van België. Het contract werd niet verlengd.
In augustus 2013, net voor het aflopen van de transferperiode, kon hij na een geslaagde testperiode een contract tekenen bij Antwerp FC. Hij had concurrentie van Björn Sengier en Jorn Brondeel en keepte drie wedstrijden. Op 1 februari 2015 liet hij zijn contract ontbinden en vertrok enkele dagen later naar Oțelul Galați in Roemenië.
Op 2 oktober 2017 tekende hij een contract bij Wycombe Wanderers dat uitkwam in de League Two. Dit werd zijn laatste club als profvoetballer.

## Statistieken
| Seizoen         | Club              | Competitie         | Competitie | Competitie | Play-offs | Play-offs | Beker | Beker | Totaal | Totaal |
| Seizoen         | Club              | Competitie         | Wed.       | Dlp.       | Wed.      | Dlp.      | Wed.  | Dlp.  | Wed.   | Dlp.   |
| --------------- | ----------------- | ------------------ | ---------- | ---------- | --------- | --------- | ----- | ----- | ------ | ------ |
| 2003/04         | Chelsea FC        | Premier League     | 0          | 0          | nvt       | nvt       | 0     | 0     | 0      | 0      |
| 2004/05         | Chelsea FC        | Premier League     | 0          | 0          | nvt       | nvt       | 0     | 0     | 0      | 0      |
| 2005/06         | → Watford FC      | The Championship   | 0          | 0          | nvt       | nvt       | 0     | 0     | 0      | 0      |
| 2006/07         | Chelsea FC        | Premier League     | 0          | 0          | nvt       | nvt       | 0     | 0     | 0      | 0      |
| 2007/08         | Hibernian FC      | Premier League     | 29         | 0          | nvt       | nvt       | ?     | ?     | 29     | 0      |
| 2008/09         | Hibernian FC      | Premier League     | 21         | 0          | nvt       | nvt       | ?     | ?     | 21     | 0      |
| 2009/10         | Hibernian FC      | Premier League     | 9          | 0          | nvt       | nvt       | 0     | 0     | 9      | 0      |
| 2010/11         | Swansea City      | The Championship   | 2          | 0          | nvt       | nvt       | 0     | 0     | 2      | 0      |
| 2011/12         | KV Mechelen       | Jupiler Pro League | 1          | 0          | 0         | 0         | 1     | 0     | 2      | 0      |
| 2013/14         | Antwerp FC        | Tweede Klasse      | 3          | 0          | 0         | 0         | 0     | 0     | 3      | 0      |
| 2014/15         | Antwerp FC        | Tweede Klasse      | 0          | 0          | 0         | 0         | 0     | 0     | 0      | 0      |
| 2014/15         | Oțelul Galați     | Liga 1             | 2          | 0          | 0         | 0         | 0     | 0     | 2      | 0      |
| 2017/18         | Wycombe Wanderers | League Two         | 1          | 0          | nvt       | nvt       | 0     | 0     | 1      | 0      |
| 2018/19         | Wycombe Wanderers | League One         | 3          | 0          | nvt       | nvt       | 1     | 0     | 4      | 0      |
| Carrière totaal | Carrière totaal   | Carrière totaal    | 71         | 0          | 0         | 0         | 2     | 0     | 73     | 0      |

## Interlandcarrière
De 1 meter 97 lange doelman was al een tijd jeugdinternational voor België toen hij op 28 maart 2008 werd opgeroepen voor een oefenduel van de Rode Duivels tegen Standard Luik. Vaste doelman Stijn Stijnen was geblesseerd, zodat Makalambay en Brian Vandenbussche elk een helft keepten.
Bij de Olympische Spelen van 2008 in Peking was Makalambay tweede doelman achter Logan Bailly bij het nationale elftal Onder 23. In de kwartfinalewedstrijd tegen Italië viel hij in.
Op 21 mei 2010 maakte hij zijn debuut voor het elftal van Congo-Kinshasa, in de vriendschappelijke wedstrijd tegen Saoedi-Arabië (0-2).